# フォーン・ブース
『フォーン・ブース』（原題：Phone Booth）は、2002年にアメリカ合衆国で制作されたサスペンス映画。上映時間81分。監督はジョエル・シュマッカー。出演はコリン・ファレル、キーファー・サザーランド、フォレスト・ウィテカーなど。
スナイパーによって電話ボックス（telephone booth）に追い込まれた男について描かれている。この映画は元々2002年秋に公開予定であったが、2002年10月にアメリカで起きた狙撃事件のために2003年4月に延期された。

## ストーリー
スチュワート（スチュー）はいかなる状況も口先一つで乗り切ってきた自称やり手のメディア・コンサルタント。ある日、彼がニューヨークのブロードウェイの電話ボックスから下心で売りだすと約束していた女優志望の女性プラム（パム）との電話を終えたその直後、切ったばかりの電話から呼び出し音が鳴った。思わず受話器を取るスチューに電話の相手はこう言った。「人間て面白いな、誰がかけたのか分からないのに、電話が鳴ったらついつい出てしまう。」と。
電話の男は「電話ボックスから一歩も出るな」と言い、スチューの名前は勿論事細かに彼の個人情報を論った。男は自分を過去にスチューといざこざがあった売れない役者だという。男は今電話していたパムやスチューの妻に電話をするように立て続けに要求する。一方、ボックスの外から女が電話を切って使わせろと言ってきた。どうやら女は娼婦で商売にはこの電話が必要だったらしい。足蹴に追い払おうとするスチューに腹を立てた女は仲間を連れて帰ってきた。女達は電話を使わせろとまくし立てたがスチューは今度も汚い言葉であしらう。
訳のわからない電話に業を煮やすスチューは電話を切ると男に告げると男は「電話を切れば、お前を殺す」と告げた。ボックスを囲むように建つビルの無数にある窓の何処かからライフルで狙っているというのだ。男は半信半疑のスチューに弾を装填する音を電話越しに聞かせた。そして、ボックスの外にあったおもちゃのロボットを吹き飛ばしてみせた。息を呑み固まるスチュー。間もなく、スチューの胸には銃のレーザー照準が合わされ、彼は電話ボックスから出られなくなってしまう。
一方、一向に言う事を聞かないスチューに怒りを募らせた娼婦達は用心棒の男を連れて帰ってきた。今や電話を切る事もボックスから出る事も出来なくなったスチューはその男の怒りも買ってしまう。男が暴力的な態度に出ると電話の男は何度も「助けようか？」と聞いてきたが「結構」と答えるスチュー。上半身を羽交い絞めにされ殴られながらも受話器を離さないスチューに電話の男は再度「やめさせようか？」と聞いてきた。思わず「イエス」と答えてしまうスチュー。直後男はうめき声をあげながらのけ反り地面に倒れ絶命した。娼婦たちは悲鳴と怒号をあげスチューが撃ち殺したと騒ぎ立てながらその場から逃げ出した。
しばらくしてスチューは銃をかまえた警官と狙撃手達に囲まれ、直ちに銃を捨てて両手を上げてボックスから出てくるように促される。娼婦たちが警察に通報しスチューが殺したと伝えていたのだ。電話の男は警察の言う事を聞かないように、自分の事も言わないように促したが、今やスチューは銃を持っていると疑わない警官にいつ撃ち殺されても不思議ではない状況に陥っていた。

## キャスト
※括弧内は日本語吹替
- スチュワート・シェパード（スチュー） - コリン・ファレル（内田直哉）

宣伝マン。電話の主から脅迫を受ける。
- エド・レイミー - フォレスト・ウィテカー（山野井仁）

警部。
- ケリー・シェパード - ラダ・ミッチェル（本田貴子）

スチュワートの妻。
- パメラ・マクファーデン（パム） - ケイティ・ホームズ（甲斐田裕子）

スチュワートの愛人。女優の卵。
- 電話の主 - キーファー・サザーランド（大塚明夫）

スチュワートを脅迫する。
- フェリシア - ポーラ・ジャイ・パーカー（浅野まゆみ）

情婦。
- コーキー - アリアン・アッシュ（加藤沙織）
- エイジア - ティア・テクサーダ
- レオン - ジョン・イーノス3世（佐々木誠二）

情婦の用心棒。
- コール巡査部長 - リチャード・T・ジョーンズ（堀川仁）
- アダム - キース・ノッブス（中國卓郎）
- ピザ配達人 - デル・ヨウント（石川ひろあき）
- マリオ - ジョシュ・パイス（成田剣）
- ビッグQ - ベン・フォスター（柴田創一郎）※クレジットなし
- ボビー - ジャレッド・レト ※出演シーンは削除された